# Ботурчук Оксана Олександрівна
Окса́на Олекса́ндрівна Ботурчу́к (нар. 12 вересня 1984, Нікополь) — українська легкоатлетка, майстер спорту України міжнародного класу. Паралімпійська чемпіонка 2008 року, чотириразова срібна та бронзова призерка Літніх Паралімпійських ігор 2008, 2012 , 2016, 2020 та 2024 років.

## Біографія
Народилася в Нікополі в спортивній родині. Батько — майстер спорту СРСР із самбо, мати — кандидатка у майстри спорту з легкої атлетики, бігала спринт. 
Займається легка атлетика, біг 100 м, 200 м, 400 м. в Дніпропетровському обласному центрі «Інваспорт».
Закінчила Дніпропетровський національний університет ім. Олеся Гончара за спеціальністю Психологія. Та Запорізький національний університет за спеціальністю Фізична культура і спорт.
Сім'я Ботурчуків поверталася від бабусі до Нікополя. Біля Немирова їхнє авто зіткнулося з іншим, найбільшу травму отримала Оксана. До цього інциденту вона мала проблеми із зором, та після аварії стан спортсменки погіршився: трапилася короткочасна повна втрата зору. Сім'я потрапила до реанімації. Після лікування зір Оксани частково відновився. Зараз її зір становить мінус п'ять з половиною діоптрій.
Про життєву історію знято художню спортивну драму «Пульс», яка вийшла на кіноекрани в 2021 році.

### Особисте життя
Одружена з Сергієм Балабаном. Відвела доньку до своєї тренерки — Марини Панасівни Цицарикової. 

## Спортивна кар'єра

### Чемпіонат світу 2019
На Паралімпійському чемпіонаті світу з легкої атлетики, що відбувався 2019 року з 7 по 15 листопада в Дубаї (Об'єднані Арабські Емірати) завоювала 2 нагороди. 9 листопада виборола срібну нагороду в бігу на 400 метрів (категорія Т12), а 12 листопада бронзову нагороду в бігу на 200 метрів (категорія Т12). Гайдом був Микита Барабанов.

## Спортивні досягнення:
2006 рік – двократна чемпіонка чемпіонату світу.
2008 рік – чемпіонка та двократна срібна призерка ХІІІ Паралімпійських ігор в Пекіні.
2009 рік – срібна призерка чемпіонату світу.
2012 рік – срібна та бронзова призерка ХІV Паралімпійських ігор в Лондоні.
2014 рік – трикратна чемпіонка Європи.
2015 рік – двократна срібна та бронзова призерка чемпіонату світу.
2016 рік – двократна срібна призерка ХV Паралімпійських ігор в Ріо-де-Жанейро.
2018 рік – двократна чемпіонка Європи.
2019 рік – срібна та бронзова призерка чемпіонату світу.
2021 рік – трикратна срібна призерка ХVІ Паралімпійських ігор в Токіо.
2024 рік – срібна та бронзова призерка ХVІІ Паралімпійських ігор в Парижі.
За кількістю здобутих медалей на Паралімпійських іграх є рекордсменкою серед параатлетів України. З 2016 року до сьогодні є рекордсменкою Європи з бігу на 200 та 400 метрів. 19 років входить до складу Паралімпійської національної збірної команди України. 

### Паралімпіада 2020
31 серпня 2021 року на Літніх Паралімпійських іграх-2020 в Токіо Оксана виборола срібло у змаганнях бігу на 400 метрів у класі Т12.
- 2 вересня отримала бронзу у забігу на 100 м
- 4 вересня отримала срібло у естафеті на 200 м[9]

## Державні нагороди
- Рекорд України (28 березня 2025) - Перша бігунка володарка 12 параолімпійських медалей
- Орден княгині Ольги II ст. (18 вересня 2024) — за досягнення високих спортивних результатів на ХVІІ літніх Паралімпійських іграх у місті Парижі (Французька Республіка), виявлені самовідданість та волю до перемоги, утвердження міжнародного авторитету України[10]
- Нагороджена двома Грамотами Кабінету Міністрів України.
- Нагороджена відзнакою-нагрудним знаком "За відвагу в службі" Міністерством внутрішніх справ України.
- Орден княгині Ольги III ст. (16 вересня 2021) — за значний особистий внесок у розвиток паралімпійського руху, досягнення високих спортивних результатів на XVI літніх Паралімпійських іграх у місті Токіо (Японія), виявлені самовідданість та волю до перемоги, утвердження міжнародного авторитету України[11]
- Орден «За заслуги» I ст. (4 жовтня 2016) — За досягнення високих спортивних результатів на XV літніх Паралімпійських іграх 2016 року в місті Ріо-де-Жанейро (Федеративна Республіка Бразилія), виявлені мужність, самовідданість та волю до перемоги, утвердження міжнародного авторитету України[12]
- Орден «За заслуги» II ст. (17 вересня 2012) — за досягнення високих спортивних результатів на XIV літніх Паралімпійських іграх у Лондоні, виявлені мужність, самовідданість та волю до перемоги, піднесення міжнародного авторитету України[13]
- Орден «За заслуги» III ст. (7 жовтня 2008) — за досягнення високих спортивних результатів на XIII літніх Паралімпійських іграх в Пекіні (Китайська Народна Республіка), виявлені мужність, самовідданість та волю до перемоги, піднесення міжнародного авторитету України[14]

## В культурі
22 липня 2021 року на екрани вийшов художній фільм «Пульс», присвячений історії Оксани Ботурчук. Її на екрані втілила акторка Наталія Бабенко.